# Cantó de Luxeuil-les-Bains
El cantó de Luxeuil-les-Bains és un cantó francès del departament de l'Alt Saona, situat al districte de Lure. Té 2 municipis i el cap és Luxeuil-les-Bains.

## Municipis
- Luxeuil-les-Bains
- Saint-Valbert

## Història
| Data d'elecció                           | Identitat         | Partit               | Qualitat |
| ---------------------------------------- | ----------------- | -------------------- | -------- |
| 1945-1970                                | André Maroselli   | radical              |          |
| 1970-1973                                | Marc Roussel      | radical, després MRG |          |
| 1973-1979                                | Jacques Maroselli | MRG                  |          |
| 1979-1992                                | Jean Sarre        | MRG                  |          |
| 1992-1998                                | Bernard Hagemann  | UDF                  |          |
| 1998-2011                                | Michel Gabillot   | Divers gauche        |          |
| 2011-                                    | Frédéric Burghard | UMP                  |          |
| les dades anteriors no són pas conegudes |                   |                      |          |
|                                          |                   |                      |          |

## Demografia
| A partir de 1990: Població sense dobles comptes |